# Alsace
Alsace (tyska: Elsass, äldre stavning Elsaß) är en historisk provins i Frankrike vid gränsen mot Tyskland mellan Schweiz och Pfalz. Rhen är gränsflod i öster och den största staden är Strasbourg. Alsace är sedan 2016 en del av regionen Grand Est.

## Kultur
Alsace har historiskt varit ett tysktalande område med franska influenser. Liksom i den västliga grannprovinsen Lorraine talar man vid sidan av det officiella språket franska även olika tyska dialekter, bland annat elsassiska. Baserat på tyska men påverkat av franska är det Frankrikes näst största minoritetsspråk. Hela kulturen i Alsace är starkt påverkad av den brokiga historien: förut var det vanligt att föräldrar gav sina barn dubbelnamn som "Pierre Hans", och det alsassiska köket visar en blandning av franskt och tyskt. Många av de traditionella rätterna är baserade på kål och andra typiska ingredienser man annars bara ser i Tyskland.
Alsaceviner har haft gott rykte ända sedan medeltiden. Vanliga druvor är Riesling, Gewurztraminer, Pinot Blanc, Pinot Noir, Pinot Gris, Muscat och Sylvaner. Vinflaskorna smalnar av mot korken, och kallas därför ibland flöjtflaskor (flûte). 
Även öl framställs i Alsace. Mest känt är märket Kronenbourg, som tagit sitt namn från en förstad till Strasbourg. Ett annat känt bryggeri, Brasserie Fischer i Schiltigheim, stängdes 2009 av ägarna Heineken.

## Administrativ historia
Alsace var vid tiden då det införlivades i Romarriket befolkat av kelter, men gränsade då till germanska områden. Romarna kom att införliva provinsen i Germania Superior. Under folkvandringstid kom provinsen att hamna under alemannerna, och efter deras besegrande under frankerna. Vid Frankerrikets delning 843 hamnade Alsace i Lothringen, och genom delningen 870 i Östfrankiska riket, där det ingick i Hertigdömet Schwaben. Efter att ha delats upp mellan olika grevskap, fria städer, stift och furstendömen inom Tysk-romerska riket kom det genom Westfaliska freden och reunionerna till Frankrike.
Även under Napoleonkrigen drabbades området. Vid Wienkongressen 1815 bestämdes att det skulle tillhöra Frankrike.
Huvuddelen av Alsace ingick till följd av freden i Frankfurt efter Fransk-tyska kriget 1870–1871 i Elsass-Lothringen, som var en tysk provins ("riksland" direkt under den tyska kejsaren) 1871–1919. 1919 införlivades hela Alsace med Frankrike enligt freden i Versailles efter första världskriget. 
När området ockuperades av Tyskland under andra världskriget införlivades Alsace åter i Tyskland, även om detta aldrig erkändes genom något fredsfördrag och således omedelbart återställdes när Tyskland lämnade området mot slutet av kriget. Den tyska ockupationen varade 1940–1944.
På grund av sin stormiga historia är Alsace något av en symbol för det förenade Europa. Detta är en orsak till Europaparlamentets placering i Strasbourg.

## Bildgalleri

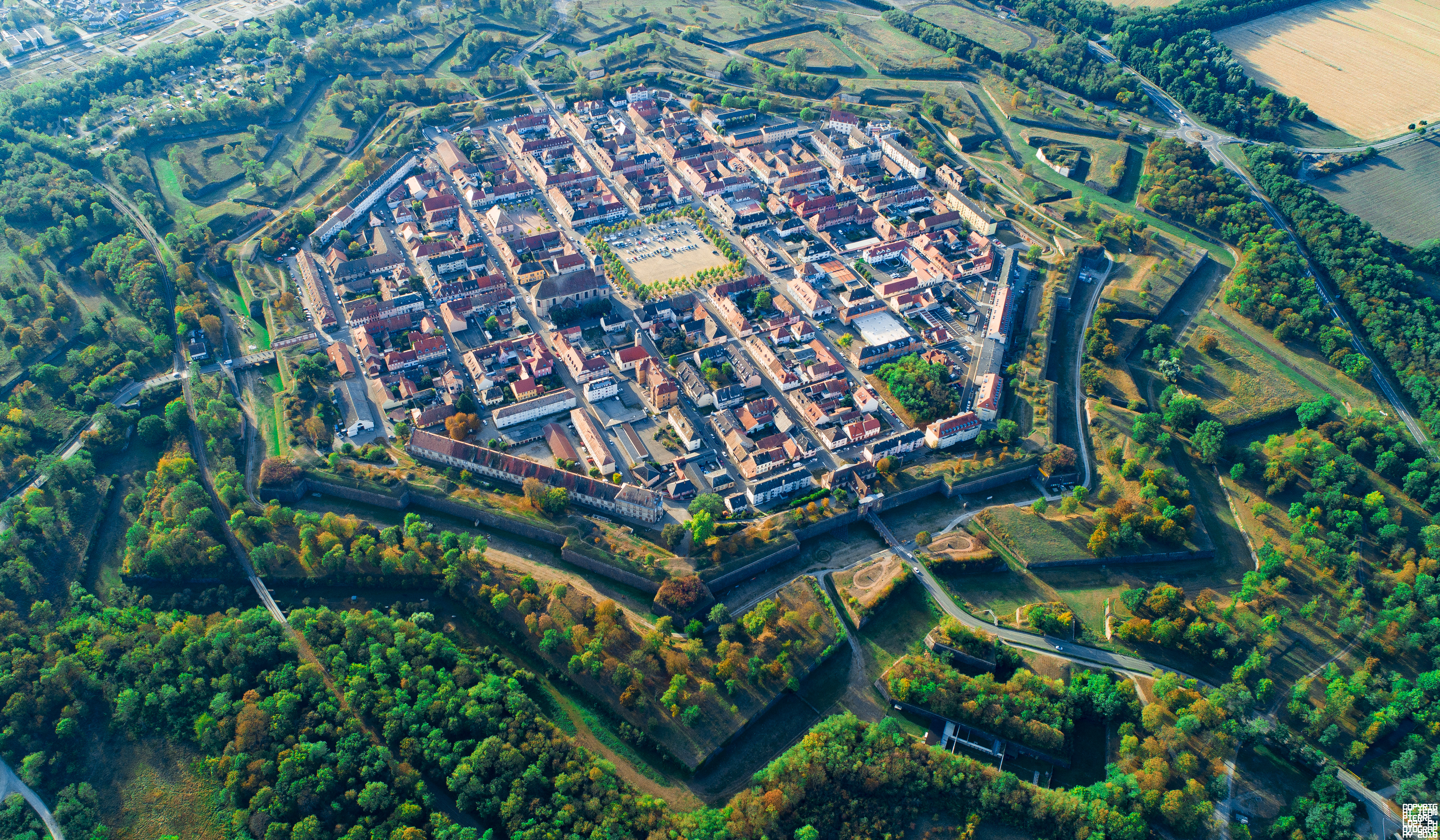
Fästningsstaden Neuf-Brisach, byggd efter Pfalziska tronföljdskriget.
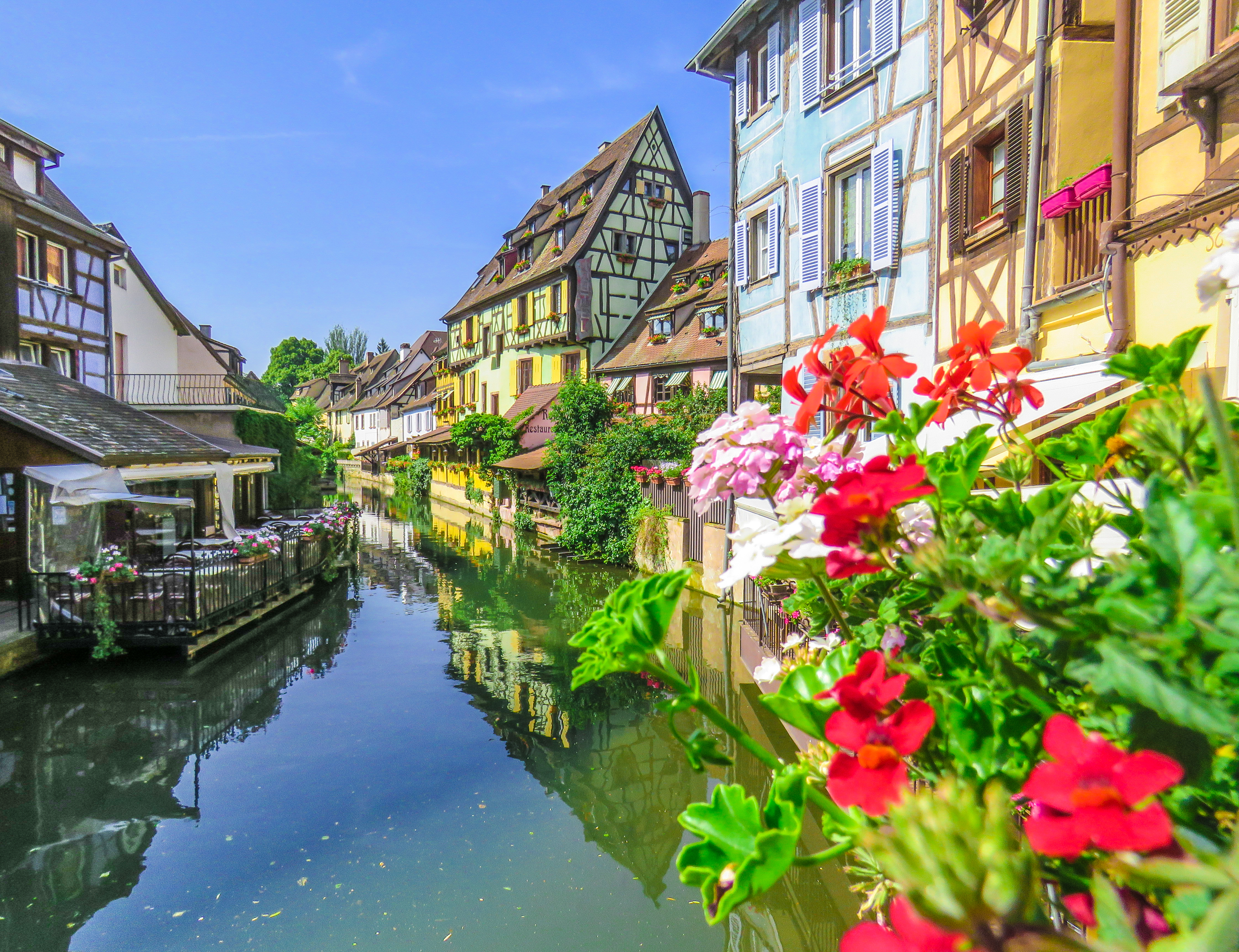
Colmars "lilla Venedig".
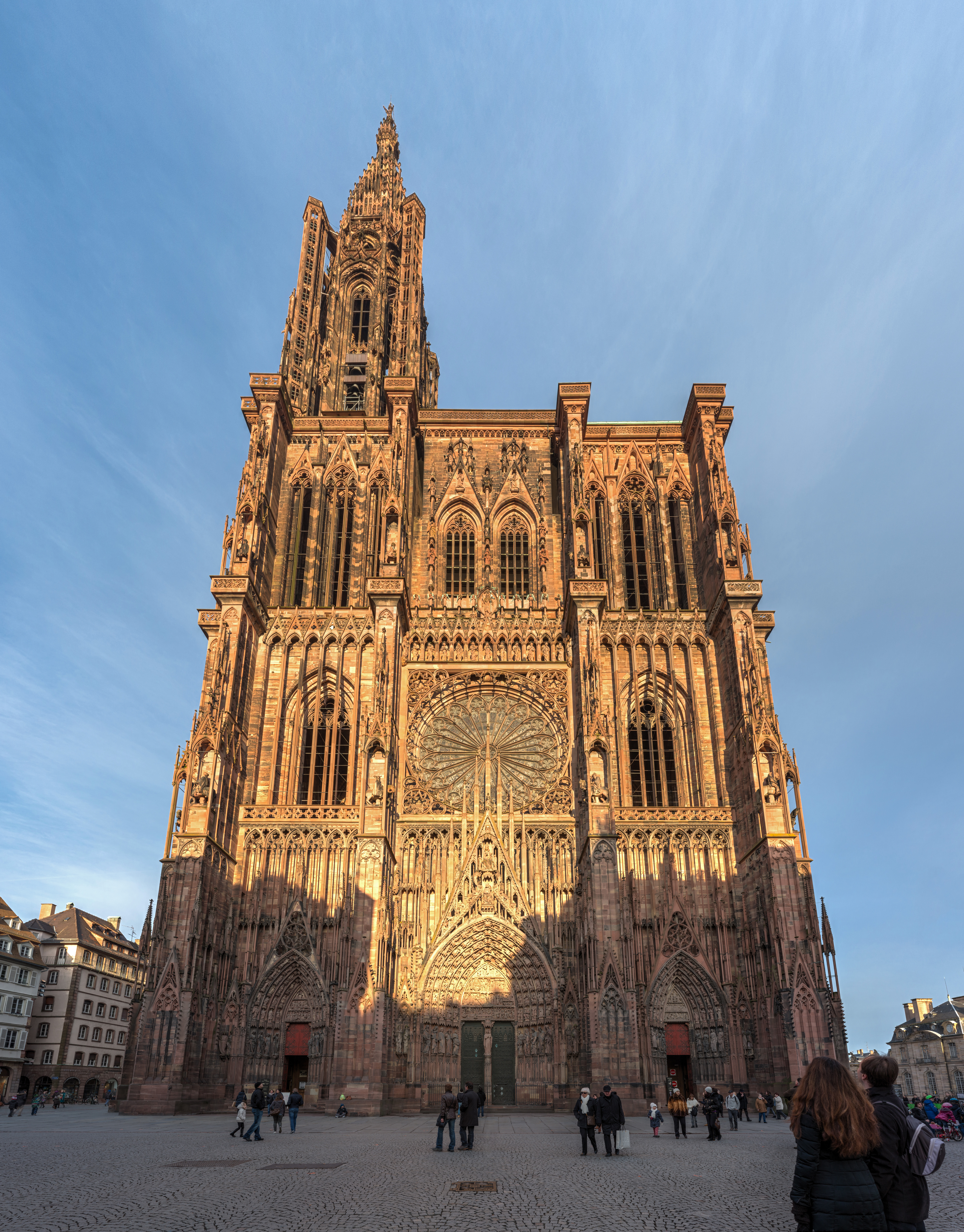
Vårfrukatedralen i Strasbourg, var mellan 1647 och 1874 världens högsta byggnad och är sedan 1998 ett världsarv.